# Javni prevoz
Javni prevoz je transportna storitev za prevoz potnikov, ki je dostopna širši javnosti na nekem območju in je namenjena prevozu več oseb hkrati. Omrežje javnega prevoza na nekem območju lahko sestavljajo različna prevozna sredstva - avtobusi, tramvaji, železnica, podzemna železnica, trajekti. Uporabljena infrastruktura je lahko namenjena izključno javnemu prevozu ali pa si jo ponudniki delijo z osebnimi vozili (npr. avtomobili).
Storitev najpogosteje financirajo uporabniki neposredno z nakupom vozovnic, lahko pa je tudi v različni meri (do 100 %) subvencionirana s strani države ali lokalnih oblasti iz naslova javnih financ. Oblast bodisi pooblasti podjetje za izvajanje storitev javnega prevoza, bodisi ga organizira sama. Ne glede na obliko, ponudnik upravlja s floto vozil, ki vozijo po vnaprej določenih trasah, urniku in ceni.